# Friar Park

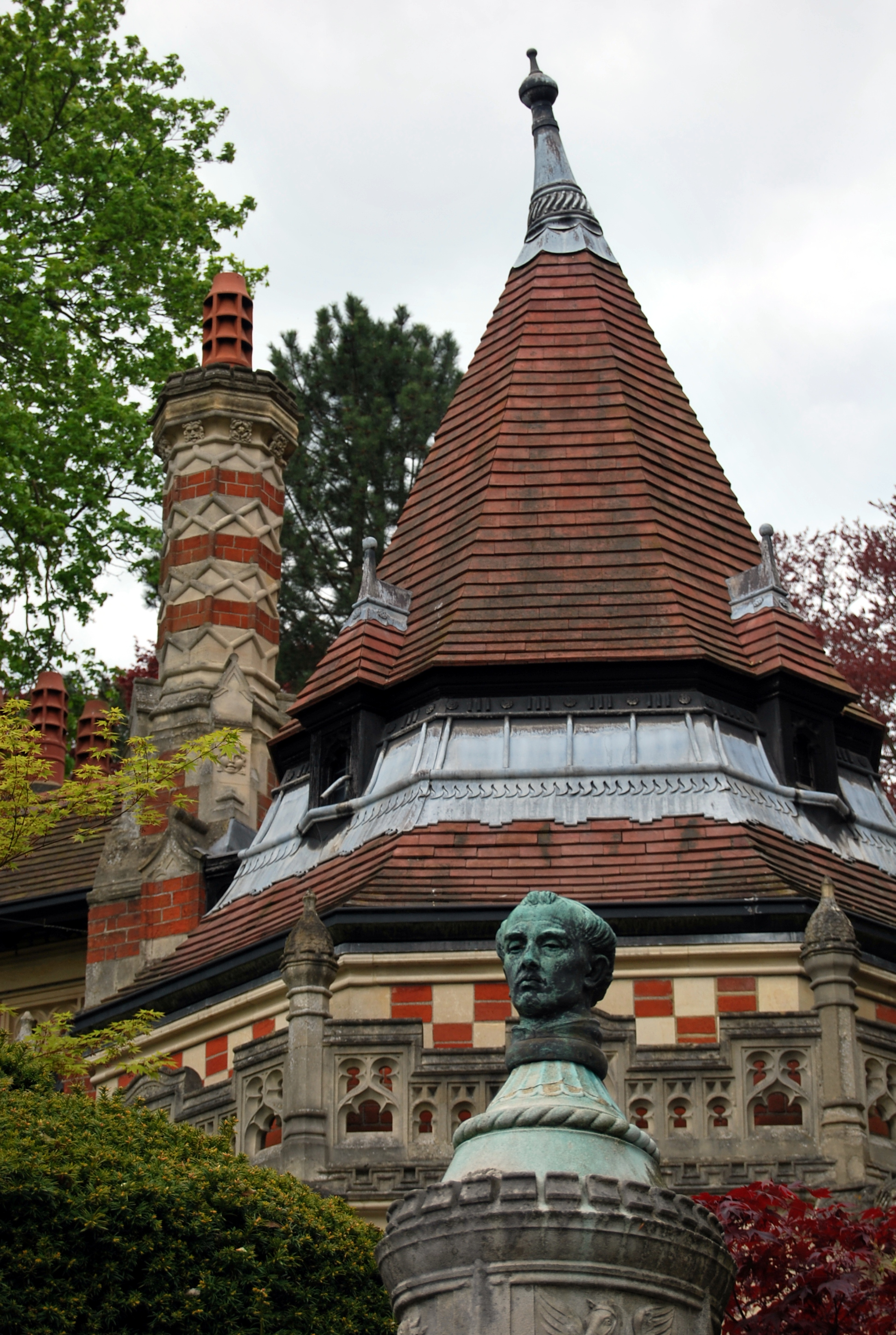
Détail des portes de Friar Park.

Friar Park est un manoir victorien néo-gothique situé près de Henley-on-Thames, en Angleterre.
D'abord possédée par l'excentrique Sir Frank Crisp, la propriété a été rachetée en 1970 par l'ancien membre des Beatles George Harrison, qui a passé de nombreuses années à la rénover et à entretenir son vaste parc de 15 hectares. Il y vit jusqu'à sa mort en 2001 avec son épouse Olivia et son fils Dhani. Un studio d'enregistrement y est également installé, appelé « F.P.S.H.O.T. » (pour Friar Park Studio, Henley-on-Thames).
La photographie utilisée pour la pochette de l'album All Things Must Pass a été prise à Friar Park, de même que celle de George Harrison avec son père Harry qui apparaît dans le livret de Thirty Three & 1/3. La propriété inspire à Harrison les chansons Crackerbox Palace (surnom qu'il lui donne) et Ballad of Sir Frankie Crisp (Let It Roll) (d'après l'ancien propriétaire). Friar Park était ouverte au public jusqu'à l'assassinat de John Lennon, en 1980, qui incita Harrison à renforcer sa sécurité. Il n'en fut pas moins victime d'une tentative d'agression sur place en 1999.